# 灣仔政府大樓

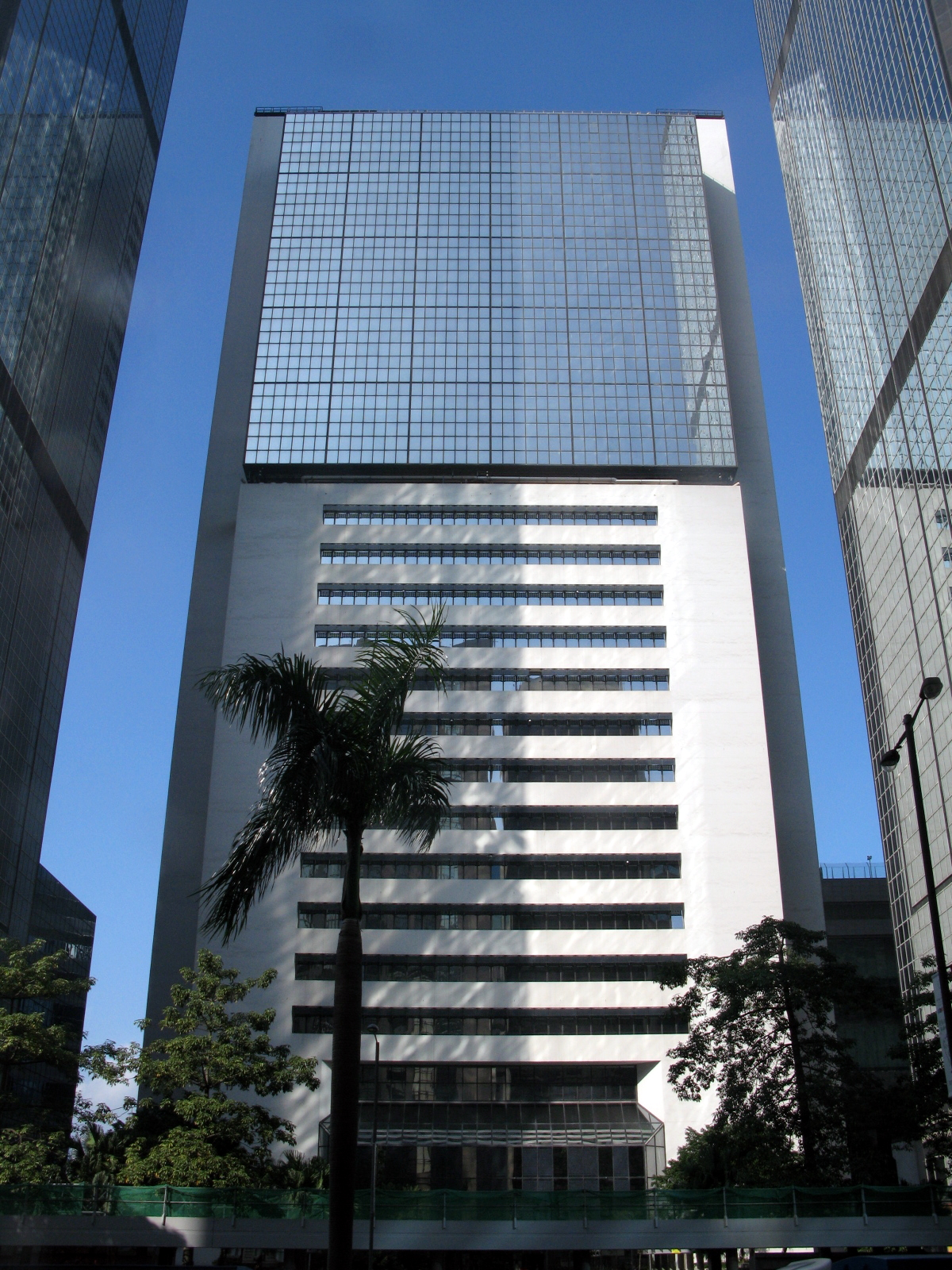
灣仔政府大樓外貌

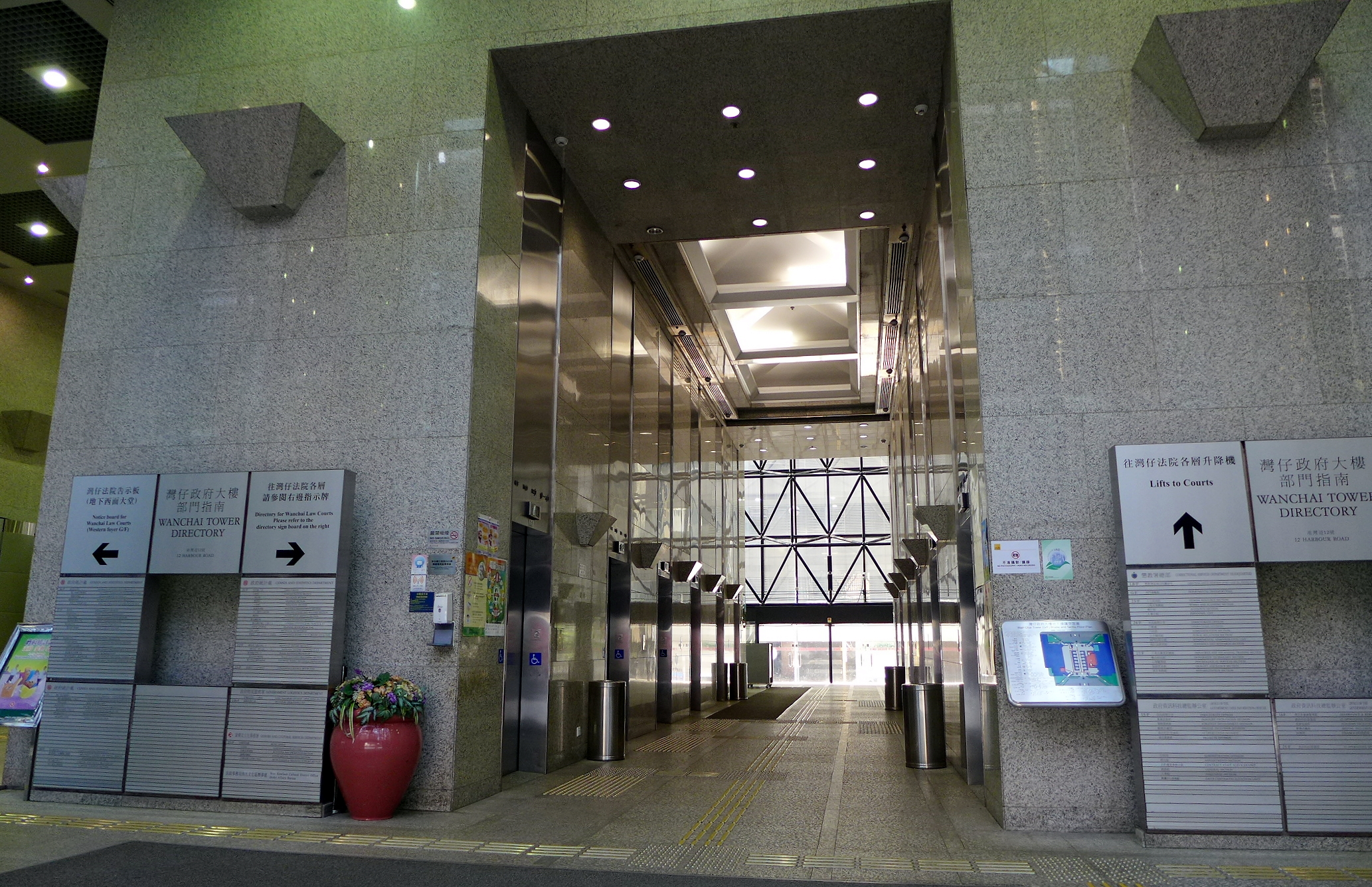
灣仔政府大樓大堂

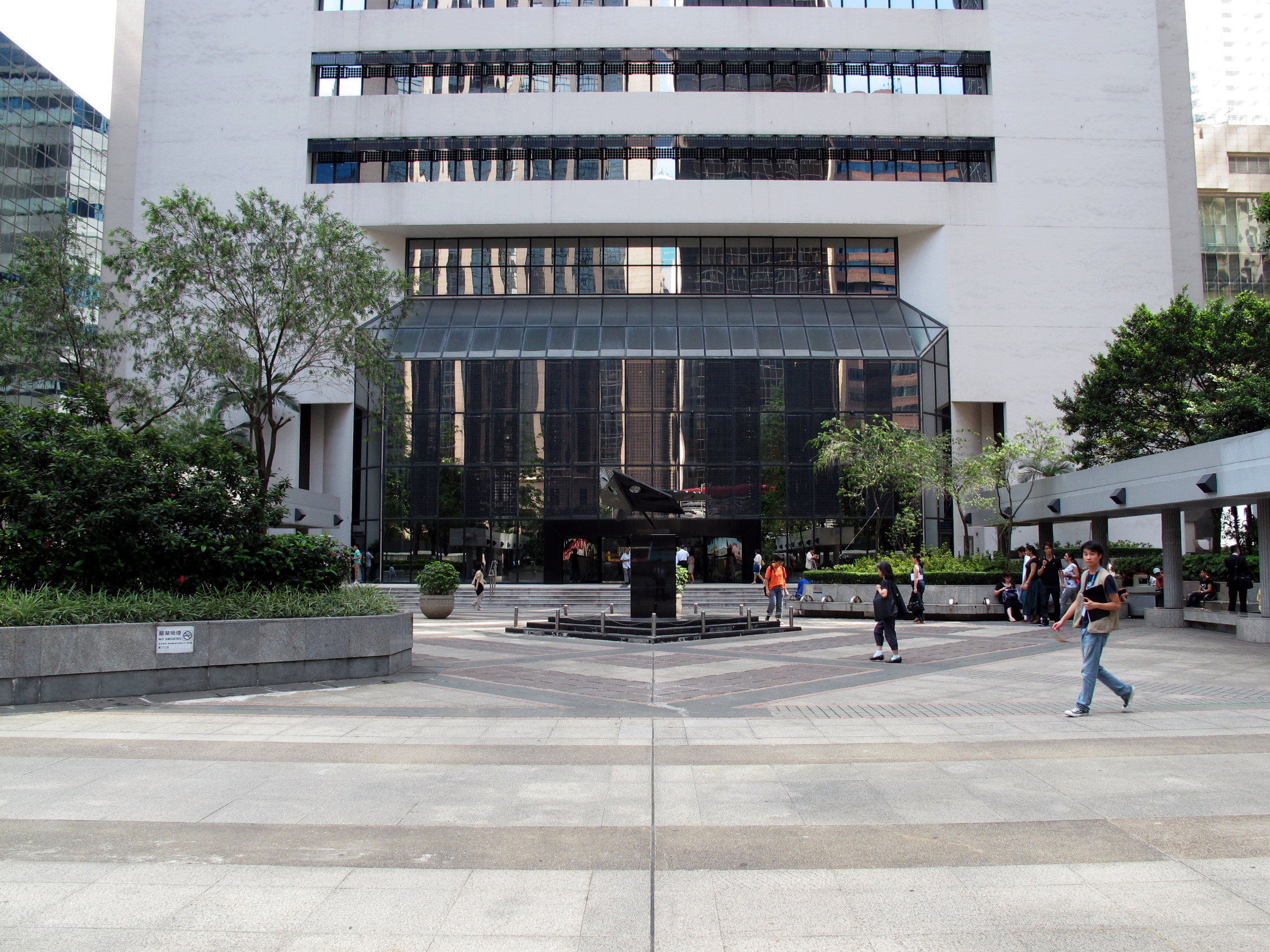
灣仔政府大樓外的中央庭園

灣仔政府大樓（英語：Wanchai Tower），原名「灣仔政府綜合大樓第一座」（另兩座分別為稅務大樓及入境事務大樓），位處香港香港島灣仔港灣道12號，鄰近維多利亞港及香港會議展覽中心，是港島區其中一座政府辦公大樓，於1986年11月落成 ，內有政府統計處、區域法院、家事法庭、懲教署等部門。

## 歷史
1984年11月1日，有傳媒報導指灣仔政府綜合大樓將於11月中動工，並於兩年內建成。

## 設計
灣仔政府大樓樓高30層，佔地3816平方米，建築費用達2.1億港元。大樓設計較獨特，由於同時設有辦公室和法院雙重用途，因此大廈通道將兩者完全分隔，大樓頂部16層為辦公室，採用玻璃幕牆設計，大樓底部14層為法院用途，設有16個地方法院法庭、12個裁判司法庭、兩個兒童法庭、4個小額錢債審裁法庭、4個勞資審裁庭以及一個土地審裁庭，法院部分的總樓面面積約為3萬平方米，而其餘部分的總樓面面積則為2.7萬平方米，是整個1.6萬平方米港灣道發展計劃的一部分。

## 搬遷
2008年，財政司司長曾俊華在財政預算案中披露，研究將佔地1.3公頃的灣仔海旁3座政府大樓搬遷，騰出的土地將用以興建甲級寫字樓。2015年第二季起政府部門將分階段搬遷至啟德工業貿易大樓、西九龍政府合署、長沙灣庫務大樓、啟德的新税務大樓，以及將軍澳南的將軍澳政府合署。到了2013年1月，政府正積極研究貿易發展局提出的新方案，將灣仔3幢政府大樓搬遷後的部分用地，用作興建會展三期；2015年政府建議在會展站上蓋興建新的會議中心，但計劃告吹。
到2017年《施政報告》，表明將拆卸3座政府大樓，作為擴建會展新翼之用。商務及經濟發展局長邱騰華表示，估計要至2020年代中期，才能遷走大樓內29個政府部門。
到2021年10月，《施政報告》提出將法院大樓興建可容納多達50名被告人、100名法律代表，以及100名家屬、傳媒代表或公眾人士的大型法庭，主要用作應付涉及眾多被告人的反修例運動相關案件和其他案件，同時作為加路連山道新區域法院大樓啓用前的過渡期使用。工程預計於2022年5月展開，2023年年中完成。
2022年4月27日，工務小組通過建58億新法院大樓，在銅鑼灣加路連山道興建新的區域法院大樓，一併重置灣仔區域法院、家事法庭及土地審裁處，以解決空間和設施不足的情況及更善用資訊科技等。

## 事件
- 2021年1月19日，傳媒在大樓內不屬法院範圍的停車場範圍拍攝完成作供的警員離開期間，數名疑似西裝服的警員阻礙記者拍攝，聲言「邊個影相拉邊個」，「點解我唔可以遮住你個鏡頭呀？」，又稱自己有肖像權。不過現時香港的法例無設肖像權。[6]

## 圖集

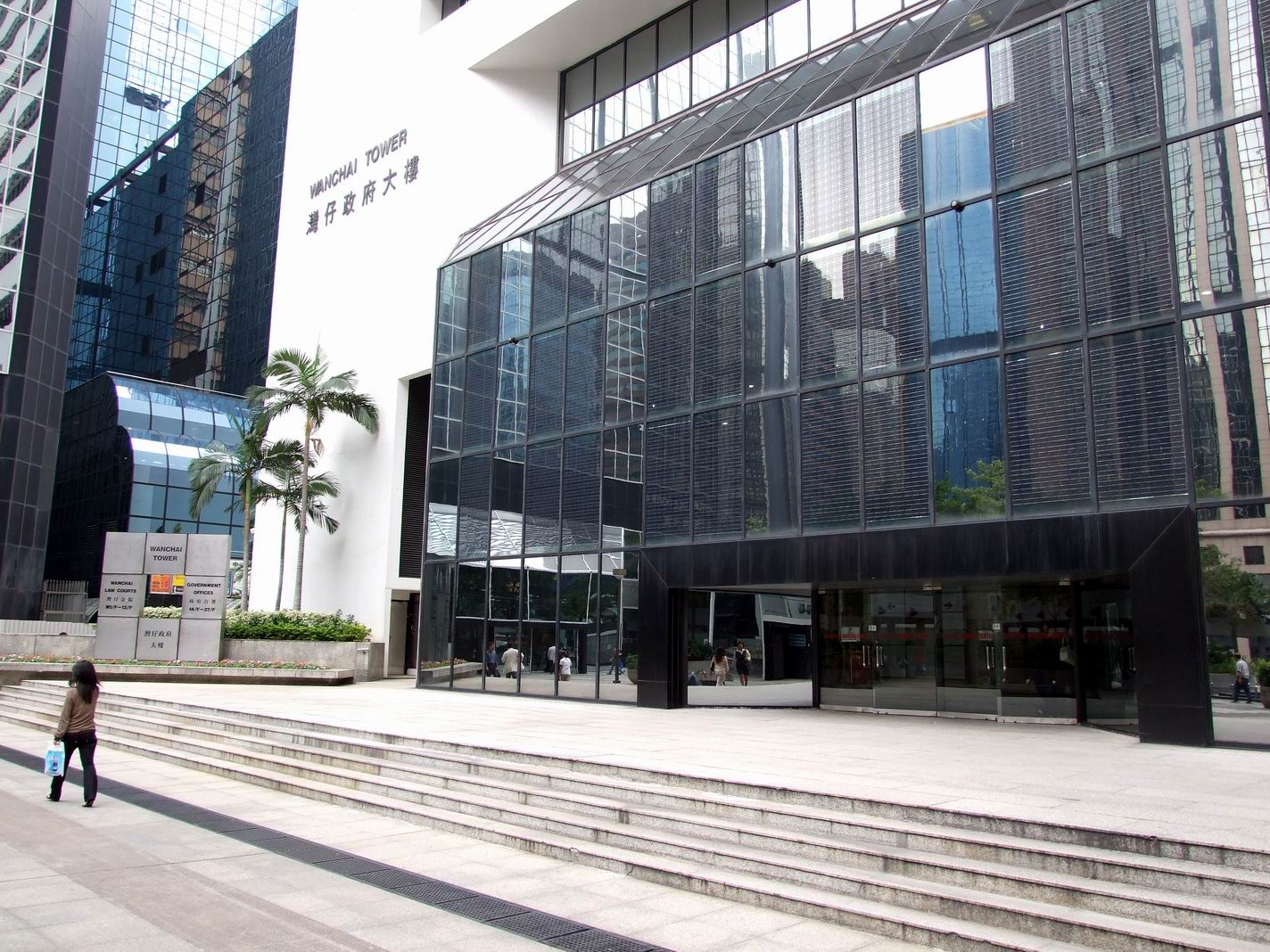
灣仔政府大樓入口
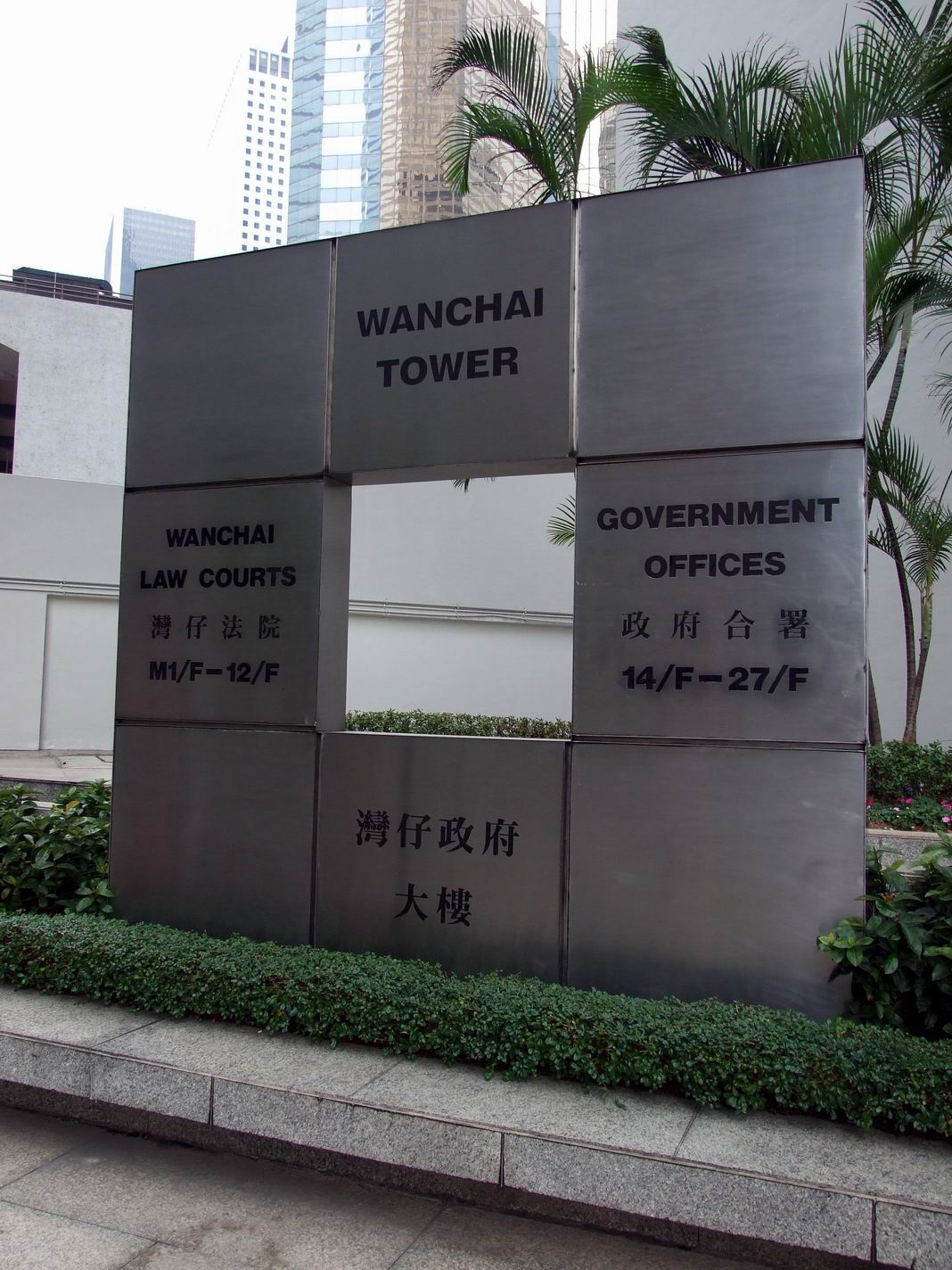
灣仔政府大樓部門指示
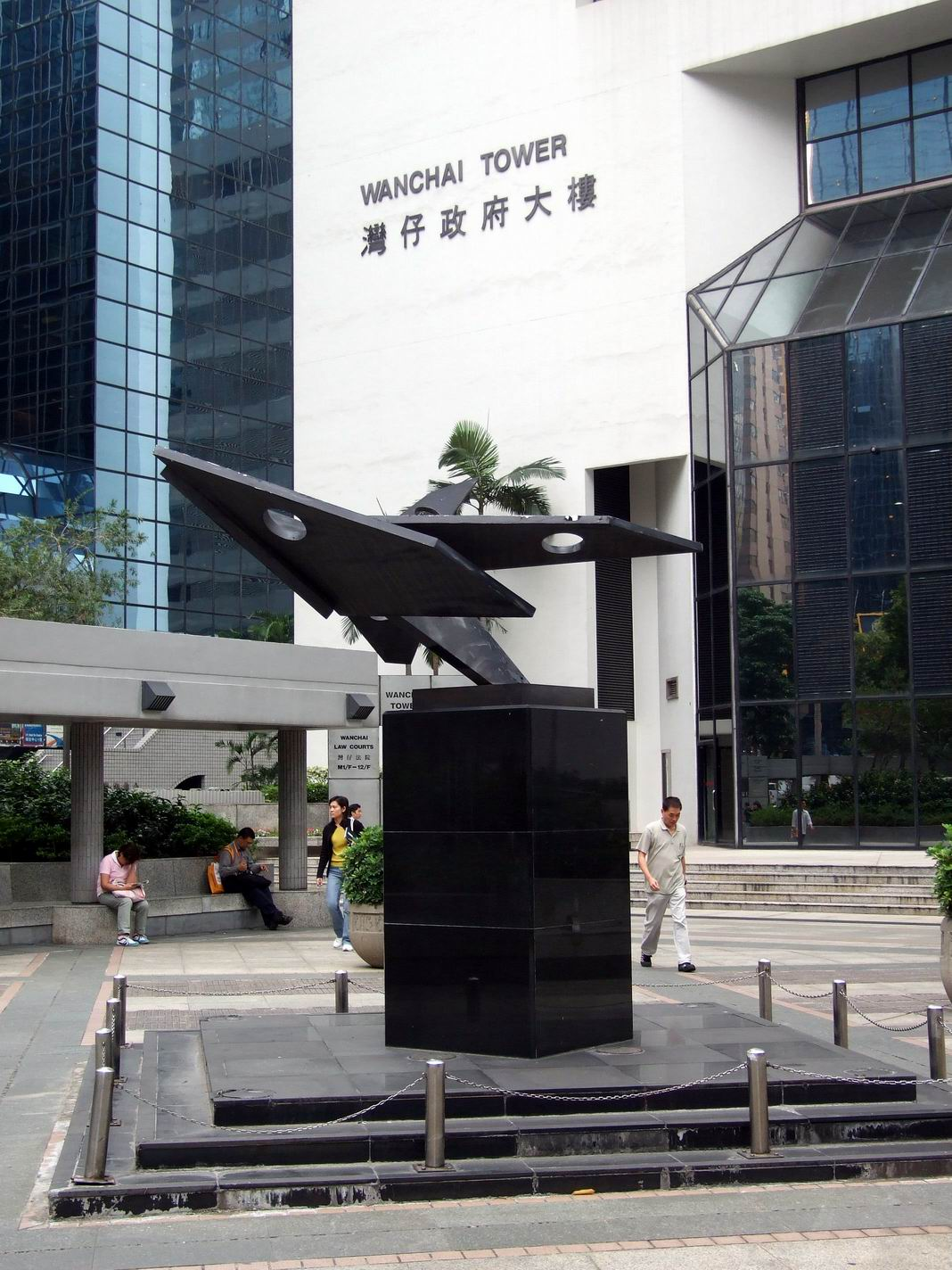
中央庭園的雕塑

## 註腳
1. ↑  政府統計處的主要發展 (1967–2012)：「總部遷往灣仔港灣道灣仔政府綜合大樓第一座」
2. ↑  .   [2009-04-28]. （原始内容存档于2014-06-06）.
3. 1 2  . 大公報. 1984-11-01.
4. ↑  . 明報. 2017-10-14  [2017-10-14]. （原始内容存档于2017-10-14）.
5. ↑  . 星島日報. 2021-10-13  [2021-10-13]. （原始内容存档于2021-11-03）.
6. ↑  . 立場新聞. 2021-01-19  [2021-01-19]. （原始内容存档于2021-01-29）.

## 外部連結
- 灣仔政府大樓地圖（页面存档备份，存于）

22°16′49″N 114°10′21″E / 22.280195°N 114.172411°E